# Kaja (jméno)
Kaja je ženské křestní jméno nejasného původu.
Kaja je česká a polská zdrobnělina Karolíny a též skandinávská a balkánská zdrobnělina Katariny.
V estonštině znamená odezva, odraz.
V starořečtině znamená ryzí nebo též Země.
Kaya je krátká forma amerického indiánského jména Kakahoya V jazyce Hopiů znamená moje starší sestra. Jméno napovídá někoho, kdo je na svůj věk moudrý. V dalších domorodých jazycích z Ekvádoru (kečuansky) "kaya" znamená "zítra".
V turečtině je to velmi časté chlapecké jméno znamenající skálu. V indonéštině znamená moudrá. Ve staré sanskrtu "kaya" znamená znamená fyzické tělo či temperament.
Kaya v japonském přepisu znamená poskytující místo k odpočinku . Též může znamenat dobrý prostor.

## Nositelky Kayi
- Kaya (japonská muzikantka), japonská zpěvačka
- Kaya, sylhetsko-bengálská zpěvačka (hlavní vokály na albu Habib Wahid)
- Kaya Christian, americká modelka
- Kaya Kizaki, spisovatel knihy D. Gray-man
- Kaya Matsutani, japonská dabérka
- Kaya Peker, turecká basketbalistka
- Kaya Scodelario, britská herečka
- Kaya Tarakçı, turecká fotbalistka
- Kaya Yanar, německá komička

## Nositelky Kaie
- Kaia Kanepiová, estonská tenistka
- Kaia Wilson, zakladatelka kapely Team Dresch
- Kaia Foss, norská herečka
- Kaija Saariaho, finská skladatelka

## Kaya jako příjmení
- Ahmet Kaya, turecká zpěvák
- Nihan Kaya, turecký spisovatel
- Onur Kaya, belgický fotbalista
- Semih Kaya, turecký fotbalista
- Şükrü Kaya, turecký politik
- Vicky Kaya, řecká modelka